# 만화

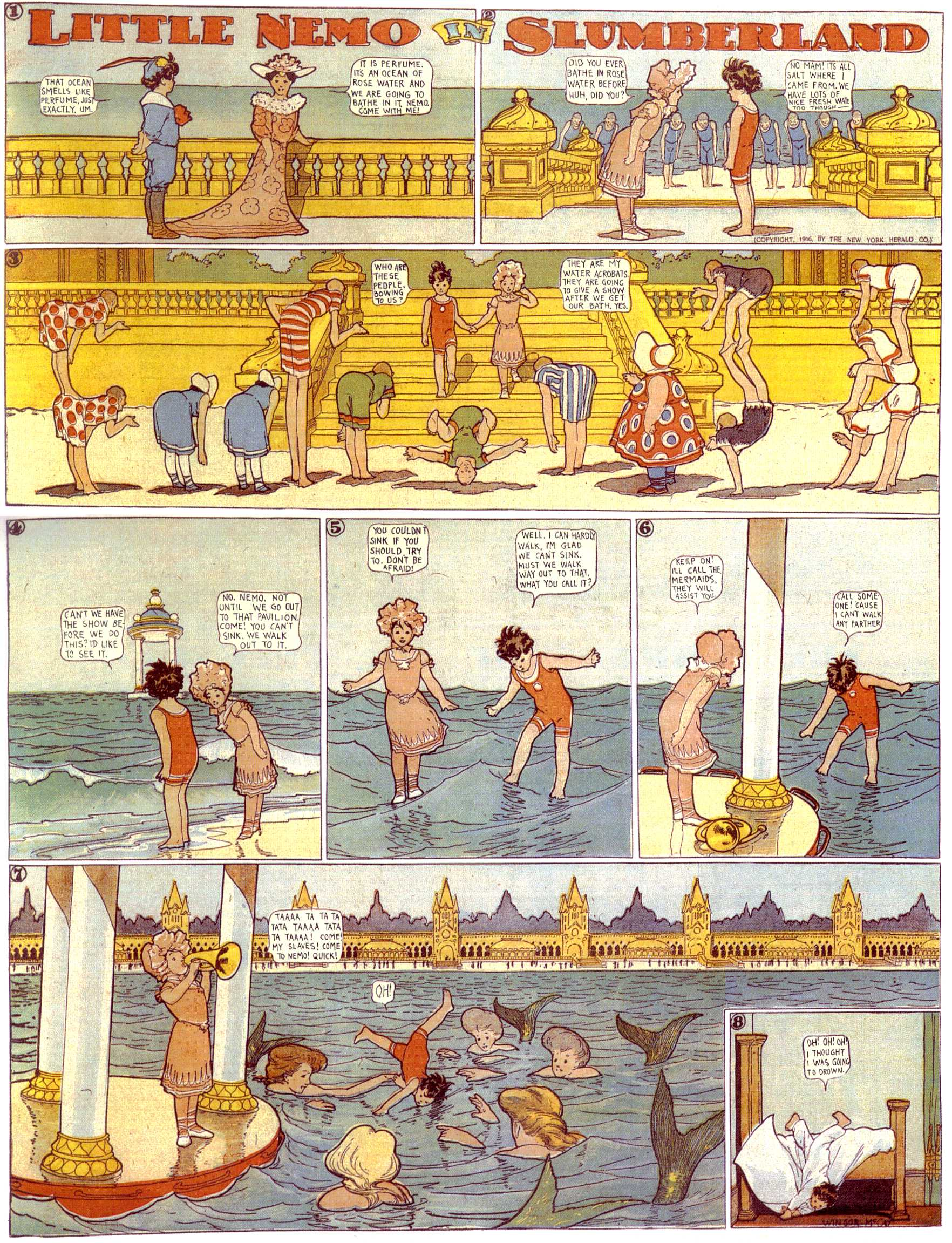
리틀 니모. 1906년 8월 19일 스트립

만화(漫畵, 문화어: 이야기그림, 영어: Comics 코믹스[*])는 시각 예술의 일종으로, 아이디어를 이미지로 표현하기 위해 사용되는 매체이며 종종 텍스트나 다른 시각적 정보과 결합한다. 일반적으로 이미지 패널의 형식을 취하며 말풍선이나 자막 형태의 글과 그림의 조합으로 작가의 생각을 표현한다. 만화의 정의에 대해서는 이론가들과 역사가들 사이에서 어떤 이들은 이미지와 글자, 일부 순차성 또는 다른 이미지 관계, 그리고 대량 복제나 반복되는 인물의 사용과 같은 다른 역사적 측면의 조합을 강조해 합의가 이루어지지 않고 있다. 초기에는 캐리커처나 간단한 이야기로 사람들에게 재미를 주기 위해 사용되었으나, 현재는 많은 하위 장르를 가진 예술 매체로 발전했다.
만화는 소설과 그림을 융합한 종합예술이며 두 가지 장르를 합쳤기 때문에 둘 중 하나만 특출나도 걸작이 나올 수 있다.
대화, 서술, 음향 효과 기타 정보를 표현하기 위해 말풍선, 짧은 해설, 의성어 등의 방법을 사용하며, 컷의 크기와 배열로 묘사의 속도를 조절한다. 만화와 유사한 형태의 삽화는 만화에 쓰이는 가장 흔한 이미지 제작의 수단이다. 만화의 일반적인 형태로는 코믹 스트립, 시사 만평, 만화책 등이 있다. 20세기말 이후, 그래픽 노블, 코믹 앨범, 단행본 등의 합본이 점차 흔해졌고, 21세기 들어 웹 만화가 확산되었다.
만화의 역사는 문화에 따라 서로 다른 경로를 거쳐 왔다. 학자들은 라스코 동굴 벽화까지 거슬러 올라가 선사시대라고 추정해 왔다. 20세기 중반, 만화는 미국, 유럽(특히 프랑스와 벨기에), 일본 등에서 유난히 번창했다. 유럽의 만화는 1830년의 로돌페 퇴퍼((영어) Rodolphe Töpffer)의 연재 만화로 거슬러 올라가며, 땡땡의 모험와 같은 1930년대의 연재 만화와 만화책의 성공에 힘입어 널리 확산되었다. 미국의 만화는 20세기 초 신문 연재 만화의 등장으로 대중 매체로 부각되었다. 잡지 형식의 만화책은 1938년 슈퍼맨이 등장한 이후 슈퍼히어로 장르가 두드러져 1930년대에 이어졌다. 일본에서는 12세기부터 만화가 시작되었음을 제시되었고, 근대적 만화는 20세기 초에 메이지 유신 이후 각종 서양문물의 전파로 시작되었다. 제2차 세계 대전의 시기에 데즈카 오사무와 같은 만화가의 인기와 함께 만화 잡지와 만화책이 빠르게 확산되었다. 만화는 대부분의 역사에서 저급 문화로 취급받았으나, 20세기 말로 진행되면서 대중과 학계에서 널리 받아들여지게 되었다.

## 개요
만화의 기원은 만화의 정의에 따라 달라지는데, 15세기 유럽이 될 수도 있고, 멀게는 이집트 상형문자로 거슬러 올라갈 수도 있다. 그러나 컷과 그림 안의 말풍선을 가진 오늘날의 만화 형식 및 '만화'라는 단어 자체가 생겨난 것은 19세기 후반이다.
만화의 정의에 대해서는 학자들 사이에 의견이 엇갈리며, 또한 만화의 매체에 대해서도 이견이 있다. 학자들 중 윌 아이스너는 '그림과 단어를 배치하여 이야기를 만들거나 생각을 각색하는 것'이라 정의했다. 그는 1996년에 만화를 최종적으로 '만화책 등에서 삽화와 말풍선이 순서에 따라 나열된 것'으로 정의했다.
《만화의 이해》(1993)에서 스콧 매클라우드는 아이스너의 연속예술이라는 표현을 만화의 매체를 가리키는 것으로 사용하며, 그것을 "정보를 전달하거나 보는 이에게 미적인 반응을 일으킬 목적으로, 그림과 그밖의 형상들을 의도한 순서로 나란히 늘어놓은 것(juxtaposed pictorial and other images in deliberate sequence, intended to convey information and/or to produce an aesthetic response in the viewer)"으로 정의했다. 이 정의에서는 패밀리 서커스나 풍자 만화와 같은 한컷 만화를 만화가 아닌 카툰으로 분류한다. 그 반면, 코믹스 저널은 "20세기 최고의 만화 100선"이라는 기사에서 수많은 카툰 및 캐리커처 작가들의 한컷 작품을 포함시켰다.

## 특징
문화를 크게 고맥락(high context) 문화와 저맥락(low context) 문화로 구분된다. 일본과 한국, 중국과 같은 한자문화권에 속하는 동아시아 국가들은 고맥락 문화에 속하는 나라들인데, 고맥락 문화란, 민족적으로 동질을 이루며 역사, 습관, 언어 등에서 볼 때 공유하고 있는 컨텍스트, 즉 맥락의 비율이 높기 때문에 집단주의와 획일성이 발달하는 문화이다. 따라서 사람들은 서로 깊은 인간관계로 묶여있으며 멤버 간에 공유하는 정보가 많으며 간단한 메시지라도 깊은 의미를 갖기 쉬운 문화이다. 또한, 언어 코드보다 컨텍스트(context: 비언어코드, 물리적, 사회적, 심리적 환경, 인간관계)에 의지하는 경우가 많다. 이러한 고맥락 문화의 커뮤니케이션 스타일은 언어적으로 애매하고 추상적인 표현이 많고 비언어행동에 있어서는 미묘한 것이 많이 존재한다. 반면에, 저맥락 문화는 다인종, 다민족으로 구성되어 있는 미국이 대표국이며, 멤버 간에 서로 공유하고 있는 컨텍스트의 비율이 낮아 개인주의와 다양성이 발달하는 문화를 가진다. 저맥락 문화에 속하는 미국만화는 정교한 그림체와 짧은 이야기 구성으로 특징지어지며, 선악의 확실한 구분과 수많은 말풍선을 사용한 스토리 전개, 소설식 설명구조 등을 특징으로 들 수 있다. 이처럼 동서양의 만화 구조가 다르기 때문에 서양독자들은 처음 망가를 접할 때 이해하기 어려운 동양식 이야기 관습에 당황하게 된다. 예를 들어 동양 특유의 느긋한 스토리 구조와 속도조절을 위해 사용되는 감성적 이미지들, 말없는 칸들은 서양 독자들에게 낯설고 어색하며, 감정을 나타내는 많은 기호들과 소리와 움직임뿐 아니라 상황과 심리적 상태까지 표현하고 있는 수많은 그림문자들은 또 하나의 전혀 다른 표현매체로서 받아들여진다.

## 만화 산업
한국 만화 생태계의 기본 구조는 '창작-제작-유통-소비'의 흐름을 가진다. 창작 단계는 개인 창작, 공동 창작, 수입 라이선스 만화로 나뉘며 제작 단계는 온라인과 만화전문 출판사, 일반 출판사, 대여점용 출판사 등의 출판으로 나뉜다. 이 밖에도 신문, 동인지 시장, 모바일 등도 제작 단계에 포함된다. 만화 산업은 다양한 제작 단계와 패키징 과정을 거쳐서 제작되며, 하나의 콘텐츠가 동시다발적으로 가치사슬을 만들며 활용된다. 그렇기 때문에 만화 콘텐츠는 기획에서부터 다수의 가치 사슬에서 활용될 것을 염두에 두고 제작된다.

## 만화의 제작 환경

### 온라인 제작(웹툰)
온라인이라 하면 보통 웹툰이라고 생각하면 된다. 웹툰 작가들은 개인창작 위주로 활동한다. 혼자 작업을 하기도 하지만, 다른 작가와 함께 작업을 하는 경우 또한 있다. 웹툰은 대개 규모가 큰 주요 포털 사이트에서 연재가 된다. 포털 사이트에 연재가 되기 위해서 작가들은 수많은 노력을 통해 정식 연재를 하게 된다. 웹툰은 만화 연재 수에 따라 수익이 발생하지 않는다. 포털 사이트와 계약을 맺어 일정한 원고료를 받고 포털 사이트에서 무료로 제공한다. 포털 사이트 방문 횟수를 늘리기 위한 포털 사이트의 전략이라고 할 수 있다. 예를 들면 '네이버'라는 포털 사이트가 있다. 네이버에서는 무료로 이용자들에게 요일별 웹툰을 제공한다. 요일당 평균 24개 정도의 웹툰을 제공하며 작가들과 계약을 맺어 원고료를 제공하고 웹툰을 무로료 제공하고있다.

### 신문 제작
신문 만화는 전통적으로 '시사만화'의 영역이었다. 1개 신문에 적어도 네 칸 만화와 한 칸 만화가 동시에 실리는 것이 일반적이었으나 《한겨레신문》, 《중앙일보》 등에서 네 칸 만화 지면을 폐지할 정도로 시사만화의 창작·제작환경은 점차 악화되고 있다. 그러나 디지털 미디어의 확산으로 신문의 판매에 어려움을 겪게 되면서 주로 대여점용 성인 만화를 그리는 작가들과 협조해 적은 비용 혹은 무료로 만화를 연재하게 되었다.

## 분류

### 매체에 따른 분류
- 인쇄 만화 : 일반적으로 종이로 만들어진 만화책을 통틀어 설명한다.
- 코믹 스트립 : 신문이나 잡지에 주로 4컷 정도 분량으로 수록
- 만화책 : 단행본으로 발행된 만화가 그려진 책이다.
- 인터넷 : 스마트폰 및 컴퓨터 일상화가 된 지금 시대에 사람들이 가장 많이 이용하는 인터넷에서 즐길 수 있는 만화를 표현한다.

### 내용에 따른 분류
- 시사 만화 : 시사에 맞는 당시의 상황을 풍자한 만화
- 유머 만화 : 예술성과 웃음을 지향하는 만화
- 학습 만화 : 아동이나 청소년의 학습을 돕기 위해 그려진 만화

### 국가에 따른 분류
- 한국 만화 : ex) 키드갱, 열혈강호, 타짜, 짱
- 일본 만화 : ex) 신의 물방울, 원피스, 슬램덩크, 크로우즈
- 중국 만화 또는 홍콩 만화 : ex) 영연천사, 용호문, 싼마오 유랑기
- 미국 만화 : ex) 마블 코믹스(아이언 맨, 헐크 등), DC 코믹스(슈퍼맨, 배트맨)
- 유럽 만화 : ex) 뫼비우스, 아스테릭스, 피터팬, 스콜피온

## 같이 보기
- 웹툰
- 애니메이션
- 만화책